# Campionati del mondo di atletica leggera indoor 2018 - 800 metri piani maschili
Gli 800 m maschili si sono tenuti il 2 ed il 3 marzo. Si sono qualificati alla gara 10 atleti, divisi in 2 batterie.

## Risultati

### Batterie
Si qualificano alla finale i primi 2 classificati di ogni batteria più i migliori 2 tempi da ripescare. Le batterie si sono tenute il 2 marzo a partire dalle 19:13.
| Pos. | Batt. | Nome             | Nazione       | Tempo   | Note     |
| ---- | ----- | ---------------- | ------------- | ------- | -------- |
| 1    | 1     | Álvaro de Arriba | Spagna        | 1:45.44 | Q        |
| 2    | 1     | Elliot Giles     | Gran Bretagna | 1:45.46 | Q, PB    |
| 3    | 1     | Drew Windle      | Stati Uniti   | 1:45.52 | q, PB    |
| 4    | 2     | Adam Kszczot     | Polonia       | 1:47.02 | Q        |
| 5    | 2     | Mostafa Smaili   | Marocco       | 1:47.08 | Q        |
| 6    | 2     | Saúl Ordóñez     | Spagna        | 1:47.11 | q        |
| 7    | 1     | Andreas Kramer   | Svezia        | 1:47.21 |          |
| 8    | 1     | Hamada Mohamed   | Egitto        | 1:47.65 | NR       |
| 9    | 2     | Antoine Gakeme   | Burundi       | 1:49.66 |          |
|      | 2     | Donavan Brazier  | Stati Uniti   | DQ      | 163.3(a) |

### Finale
La finale è partita il 3 marzo alle 19:35.
| Pos. | Nome             | Nazionalità   | Tempo   | Note |
| ---- | ---------------- | ------------- | ------- | ---- |
| 1    | Adam Kszczot     | Polonia       | 1:47.47 |      |
| 2    | Drew Windle      | Stati Uniti   | 1:47.99 |      |
| 3    | Saúl Ordóñez     | Spagna        | 1:48.01 |      |
| 4    | Elliot Giles     | Gran Bretagna | 1:48.22 |      |
| 5    | Álvaro de Arriba | Spagna        | 1:48.51 |      |
| 6    | Mostafa Smaili   | Marocco       | 1:48.75 |      |

## Legenda
| DQ  | Squalificato          |
| DNF | Ritirato              |
| DNS | Non Partito           |
| WR  | Record del Mondo      |
| CR  | Record Dei Campionati |
| AIR | Record di Area Indoor |
| NR  | Record Nazionale      |
| PB  | Record Personale      |
| SB  | Record Stagionale     |